# Gluphisia infuscata
Gluphisia infuscata är en fjärilsart som beskrevs av Matsumura 1920. Gluphisia infuscata ingår i släktet Gluphisia och familjen tandspinnare. Inga underarter finns listade i Catalogue of Life.